# Emblemariopsis dianae
Emblemariopsis dianae is een straalvinnige vissensoort uit de familie van snoekslijmvissen (Chaenopsidae). De wetenschappelijke naam van de soort is voor het eerst geldig gepubliceerd in 2004 door Tyler & Hastings.